# المباراة (فلم)
المباراة (بالكورية: 승부) هو فيلم سيرة ذاتية درامي رياضي كوري جنوبي، من إخراج وكتابة كيم هيونغ جو، وبطولة لي بيونغ هون، ويو آه إن. الفيلم مقتبس من قصة حقيقية عن اثنين من لاعبي غو المشهورين: تشو هون هيون ولي تشانغ هو. عُرض الفيلم في 26 مارس 2025.

## القصة
تدور أحداث الفيلم في ثمانينيات وتسعينيات القرن الماضي، وهو مبني على قصة لاعبين غو حقيقيين بارزين. يروي الفيلم قصة تشو هون هيون، بطل غو يكتشف في مسابقة للهواة فتىً موهوبًا ولكنه غير مدرب يُدعى لي تشانغ هو. فيرعاه ليصبح لاعبًا محترفًا. لكن الصراعات تنشأ عندما ينقلب هذا الفتى لاحقًا على معلمه.

## الممثلون
- لي بيونغ هون في دور تشو هون هيون
- يو آه إن في دور لي تشانغ هو
  - كيم كانغ هون في دور الشاب لي تشانغ هو
- كو تشانغ سيوك في دور تشيون سيونغ بيل
- هيون بونغ سيك بدور لي يونغ جاك
- مون جيونغ هي في دور جونغ مي هوا، زوجة تشو هون يون
- جو وو جين في دور نام كي تشيول[4]

## الإنتاج
في أكتوبر 2020، انضم لي بيونغ هون ويو آه إن إلى فريق عمل الفيلم، تلاهما مون جيونغ هي والممثل الطفل كيم كانغ هون.
بدأ التصوير الرئيسي في 17 ديسمبر 2020. صور الفيلم في يونغنام، مقاطعة غيونغسانغ ومقاطعة غانغوون، وانتهى التصوير في يوليو 2021.

## الاصدار
كان من المقرر إصدار الفيلم على نتفليكس في عام 2023. وعُرضت حقوق التوزيع للبيع في سوق الأفلام الآسيوية لمهرجان بوسان السينمائي الدولي في أكتوبر 2021. ولكن توقف كل شيء بعد اتهامات تعاطي المخدرات الموجهة إلى يو آه إن.
في فبراير 2025، أُعلن عن إصدار الفيلم في دور العرض في النصف الأول من عام 2025 بعد تأجيل إصداره على نتفليكس. وفي 7 مايو 2025 صدر الفيلم على منصة نتفليكس في مناطق مختارة.

## الجوائز والترشيحات
| قائمة الجوائز والترشيحات | قائمة الجوائز والترشيحات | قائمة الجوائز والترشيحات | قائمة الجوائز والترشيحات   | قائمة الجوائز والترشيحات | قائمة الجوائز والترشيحات |
| السنة                    | الجائزة                  | الفئة                    | المستلم                    | النتيجة                  | م.                       |
| ------------------------ | ------------------------ | ------------------------ | -------------------------- | ------------------------ | ------------------------ |
| 2025                     | جوائز بايكسانغ للفنون    | أفضل ممثل                | لي بيونغ هون               | رُشِّح                      | [ 20 ]                   |
| 2025                     | جوائز بايكسانغ للفنون    | أفضل سيناريو             | كيم هيونغ جو، يون جونغ بين | رُشِّح                      | [ 20 ]                   |
| 2025                     | جوائز نسخة المخرج        | أفضل مخرج (فيلم)         | كيم هيونغ جو               | رُشِّح                      | [ 21 ]                   |
| 2025                     | جوائز نسخة المخرج        | أفضل سيناريو (فيلم)      | كيم هيونغ جو، يون جونغ بين | رُشِّح                      | [ 21 ]                   |
| 2025                     | جوائز نسخة المخرج        | أفضل ممثل (فيلم)         | يو آه إن                   | رُشِّح                      | [ 21 ]                   |
| 2025                     | جوائز نسخة المخرج        | أفضل ممثل (فيلم)         | لي بيونغ هون               | فوز                      | [ 21 ]                   |

## روابط خارجية
- مقالات تستعمل روابط فنية بلا صلة مع ويكي بيانات